# Civilization IV: Colonization
Civilization IV: Colonization é uma recriação do jogo de  estratégia por turnos Colonization (1994). Nele, os jogadores controlam colonizadores de uma das quatro potências europeias do jogo, Inglaterra, Espanha, França, Holanda e Portugal, para colonizar o Novo Mundo no período entre 1492–1792. A meta de cada jogador é construir suas colónias e declarar sua Independência.
A versão de Windows foi lançada em 22 de setembro de 2008. A versão para Mac OS X saiu em janeiro de 2010. Civilization IV: Colonization é um produto standalone – não requere o Civilization IV original para rodar.

## Nações
No game pode-se utilizar as seguintes civilizações:
| Civilização          | Líderes                                 |
| -------------------- | --------------------------------------- |
| Colónias Inglesas    | George Washington, John Adams           |
| Colónias Espanholas  | Simón Bolivar, José de San Martín       |
| Colónias Francesas   | Samuel de Champlain, Louis de Frontenac |
| Colônias Holandesas  | Peter Stuyvesant, Adriaen van der Donck |
| Colônias Portuguesas | Martim Afonso de Sousa, Mem de Sá       |

Ainda há civilizações nativas, mas não-jogáveis. São elas:  Iroqueses, Astecas, Sioux, Cherokees, Incas, Tupis, Apaches.

## Impérios e Reis
No jogo existem os Impérios Europeus (pode-se utilizar apenas colônias subordinadas aos Impérios) e os seus reis não são denominados por nomes de figuras históricas, apenas pelo título de "Rei" do Império, Exemplo: Ingleses, "Rei da Inglaterra".

## Independência
Se o nível de insatisfação da sua em relação ao monopólio do seu império dominante for grande, ao ponto de seu povo querer se rebelar, poderá proclamar a sua independência.

## Comércio e trocas
Ao chegar nas terras, você poderá cultivar produtos agrícolas, temos o exemplo do algodão, tabaco, banana, entre outros.
Assim você poderá vender esses produtos para a pátria-mãe, num mercado, assim também como comprar embarcações e tropas...